# Miroslav Laholík
Miroslav Laholík (* 28. August 1952 in Litoměřice) ist ein ehemaliger tschechoslowakischer Ruderer.

## Karriere
Miroslav Laholík gewann bei den Europameisterschaften 1974 zusammen mit Filip Koudela, Zdeněk Pecka und Jaroslav Hellebrand Bronze im Doppelvierer. Bei den Olympischen Sommerspielen 1976 in Montreal wurde er mit Josef Straka in der Doppelzweier-Regatta Zehnter. Acht Jahre später holte er mit Ivan Kafka im Zweier ohne Steuermann Silber bei den Wettkämpfen der Freundschaft.